# Euxesta latifasciata
Euxesta latifasciata är en tvåvingeart som beskrevs av Frederik Maurits van der Wulp 1899.
Euxesta latifasciata ingår i släktet Euxesta och familjen fläckflugor. Inga underarter finns listade i Catalogue of Life.